# Karlskirche (Warschau-Wola)

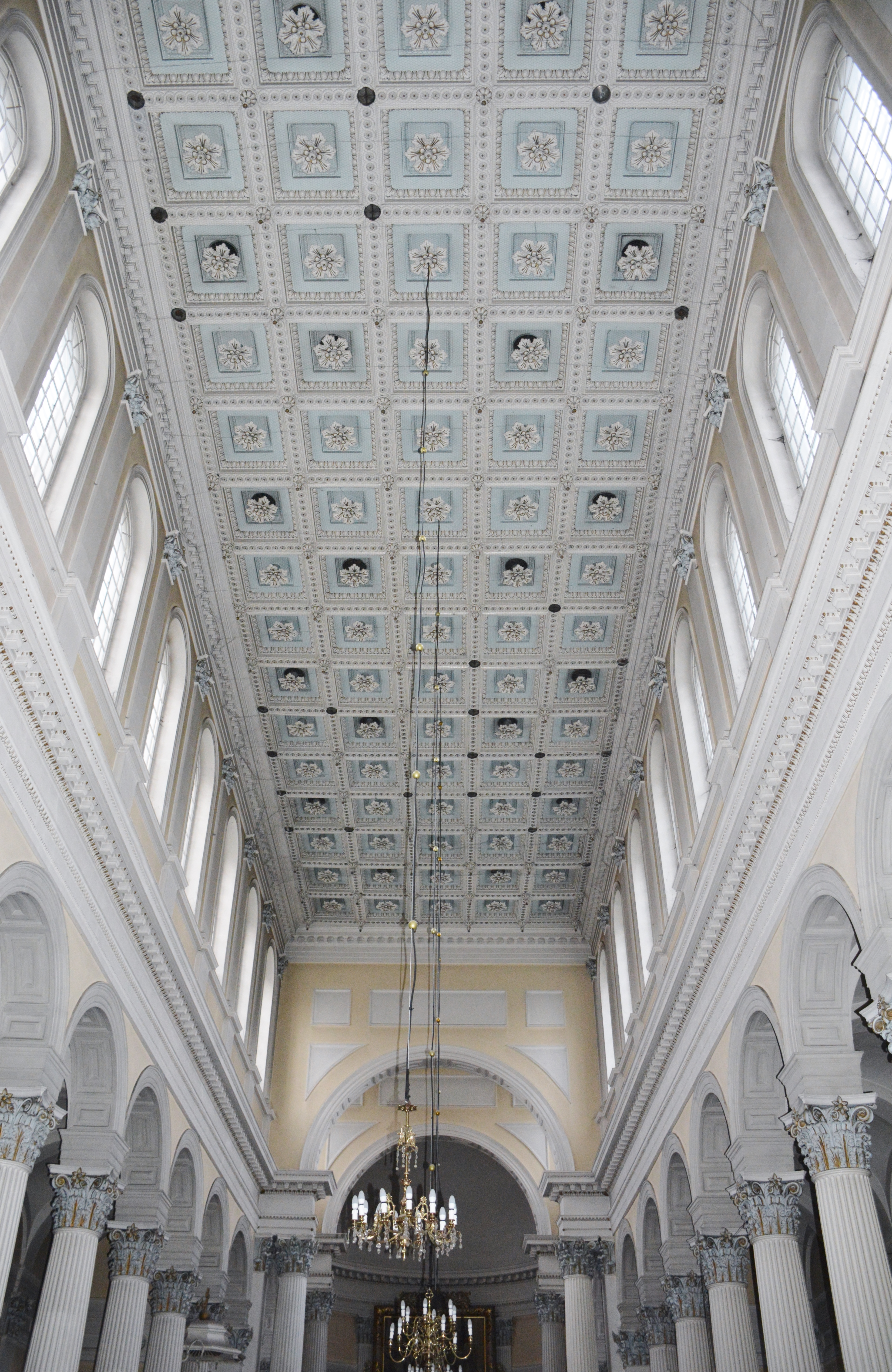
Gewölbe

Die katholische Kirche des Heiligen Karl Borromäus (polnisch Kościół św. Karola Boromeusza) im  Warschauer Stadtteil Mirów ist eine katholische Pfarrkirche an der Ul. Chłodna.

## Geschichte
Die Kirche und das Kloster wurden von 1841 bis 1849 von Enrico Marconi im Stil der Neorenaissance errichtete. Die Innenausstattung der Kirche wurde von der Wehrmacht im Warschauer Aufstand zerstört, die Mauern selbst aber überdauerten den Zweiten Weltkrieg.

## Geographische Lage
Die Kirche befindet sich im Warschauer Stadtteils Mirów (Teil von Wola) an der Ul. Chłodna.